# Schweiz i olympiska sommarspelen 1904
Schweiz deltog med en deltagare vid de olympiska sommarspelen 1904 i Saint Louis. Totalt vann de två medaljer och slutade på åttonde plats i medaljligan.

## Medaljer

### Guld
- Adolf Spinnler - Gymnastik, trekamp

### Brons
- Adolf Spinnler - Gymnastik, mångkamp